# Championnat du Portugal féminin de football 2008-2009
Navigation
Édition précédente Édition suivante
La saison 2008-2009du Championnat du Portugal féminin de football est la 24e édition de la compétition. 6 clubs participe à ce championnat. Chaque clubs affrontent à quatre reprises les cinq autres selon le principe des matches aller et retour, en deux phases, une première phase en matchs aller-retour tout comme la deuxième, les points de chaque phase s'additionnent.
Encore une fois le SU 1° Dezembro, écrase le championnat, ne concédant ni défaites ni matchs nuls, vingt victoire en vingt rencontres. Soit une avance de 35 points sur son rival qui cette saison est encore le Boavista.
Aucune équipe n'est reléguée au terme de cette saison, car la FPF, décide de modifier la configuration de championnat en le portant à 10 équipes.
Le championnat sera donc disputée par 10 équipes en deux tours, ce qui fait un total de 18 journées. A l'issue de ces 18 tours, les quatre premiers s'affronteront pour le titre de champion national, en conservant la moitié des points qu'ils possédaient déjà à l'issue de ces 18 rencontres. Les 6 équipes restantes du tableau, quant à elles, participeront à des éliminatoires de maintien en Division I (également en deux phases), finissant par reléguer les deux dernières classées dans ces éliminatoires.

## Clubs participants
Ce tableau présente les six équipes qui disputent le championnat 2008-2009. On y trouve le nom des clubs, la date de création du club, le nom des stades ainsi que la capacité de ces derniers.
Légende des couleurs
- Vainqueur de la Campeonato Nacional Feminino la saison précédente.
- Promu de division inférieure.

| \| Almada1º Dezembro Escola Murtoense Boavista Várzea \| Localisation des clubs engagés. |
| Almada1º Dezembro Escola Murtoense Boavista Várzea                                       |

| Nom du club       | Date de création | Dernière montée | Division 2007-2008       | Stade                                    | Capacité | Titres | Classement saison précédente |
| ----------------- | ---------------- | --------------- | ------------------------ | ---------------------------------------- | -------- | ------ | ---------------------------- |
| SU 1º Dezembro    | 1880             | 1994            | Campeonato Nacional      | Campo Conde de Sucena                    | 1 000    | 7      | 1er                          |
| Boavista FC       | 1903             | 1985            | Campeonato Nacional      | Campo de Treinos do Estádio do Bessa XXI | 500      | 11     | 2e                           |
| ARC Várzea        | 1977             | 2000            | Campeonato Nacional      | Campo de Jogos da Várzea                 | 1 000    | /      | 3e                           |
| SM Murtoense      | 2002             | 2003            | Campeonato Nacional      | Estádio Municipal da Murtosa             | 1000     | /      | 4e                           |
| Escola Molelinhos | -                | 1990            | Campeonato Nacional      | Campo do Vale da Pata                    | 800      | /      | 5e                           |
| Beira Mar Almada  | 1947             | 1998            | Campeonato de II Divisão | /                                        | -        | /      | II Divisão                   |

## Compétition

### Règlement
Le classement est calculé avec le barème de points suivant : une victoire vaut trois points, le match nul un. La défaite ne rapporte aucun point.
Les critères utilisés pour départager les équipes en cas d'égalité au classement sont les suivants :
1. plus grand nombre de points dans les confrontations directes ;
2. plus grande différence de buts particulière ;
3. plus grande différence de buts générale ;
4. plus grand nombre de buts marqués.

### Classement[1]
| Rang | Équipe            | Pts | J  | G  | N | P  | Bp | Bc | Diff |
| ---- | ----------------- | --- | -- | -- | - | -- | -- | -- | ---- |
| 1    | SU 1º DezembroT   | 60  | 20 | 20 | 0 | 0  | 68 | 12 | +56  |
| 2    | Boavista FC       | 25  | 20 | 6  | 7 | 7  | 23 | 24 | -1   |
| 3    | Beira Mar AlmadaP | 22  | 20 | 6  | 4 | 10 | 24 | 41 | -17  |
| 4    | SM Murtoense      | 21  | 20 | 5  | 6 | 9  | 15 | 29 | -14  |
| 5    | Escola Molelinhos | 20  | 20 | 5  | 5 | 10 | 16 | 32 | -16  |
| 6    | ARC Várzea        | 18  | 20 | 4  | 6 | 10 | 26 | 34 | -8   |

|  | Vainqueur de la compétition. |
|  | T Tenant du titre. P Promu de division inférieure. Pts points ; G victoires ; N match nuls ; P défaites Bp buts marqués ; Bc buts encaissés ; Diff différence de buts |

| Résultats (▼dom., ►ext.)                                   | 1ºD | 1ºD | Boa | Boa | Alm | Alm | Mur | Mur | Esc | Esc | Vár | Vár |
| SU 1º Dezembro                                             |     |     | 4-1 | 2-1 | 6-0 | 5-0 | 3-1 | 3-0 | 6-0 | 2-0 | 2-0 | 4-1 |
| Boavista FC                                                | 1-2 | 1-2 |     |     | 4-2 | 2-0 | 2-1 | 0-0 | 1-0 | 0-1 | 1-1 | 1-1 |
| Beira Mar Almada                                           | 2-3 | 0-2 | 1-2 | 0-0 |     |     | 1-0 | 4-0 | 4-0 | 1-1 | 2-1 | 2-1 |
| SM Murtoense                                               | 1-3 | 1-5 | 2-2 | 1-0 | 0-0 | 0-3 |     |     | 1-0 | 0-2 | 0-0 | 1-0 |
| Escola Molelinhos                                          | 0-5 | 1-2 | 2-0 | 0-0 | 1-1 | 2-0 | 0-3 | 0-0 |     |     | 0-1 | 4-1 |
| ARC Várzea                                                 | 1-2 | 0-5 | 1-1 | 1-3 | 7-0 | 4-1 | 0-2 | 1-1 | 2-0 | 2-2 |     |     |
| - Victoire à domicile - Match nul - Victoire à l'extérieur |     |     |     |     |     |     |     |     |     |     |     |     |

### Évolution du classement
| Journée ╱ Équipe  | 1              | 2 | 3 | 4 | 5 | 6 | 7 | 8 | 9 | 10 | 11 | 12 | 13 | 14 | 15 | 16 | 17 | 18 | 19 | 20 |   |
| ----------------- | -------------- | - | - | - | - | - | - | - | - | -- | -- | -- | -- | -- | -- | -- | -- | -- | -- | -- | - |
| Journée ╱ Équipe  | SU 1º Dezembro | 1 | 1 | 1 | 1 | 1 | 1 | 1 | 1 | 1  | 1  | 1  | 1  | 1  | 1  | 1  | 1  | 1  | 1  | 1  | 1 |
| Boavista FC       | 3              | 4 | 6 | 6 | 4 | 3 | 5 | 5 | 2 | 2  | 2  | 2  | 2  | 2  | 2  | 2  | 2  | 2  | 2  | 2  |   |
| ARC Várzea        | 2              | 5 | 5 | 5 | 5 | 4 | 3 | 4 | 5 | 4  | 5  | 5  | 5  | 5  | 5  | 5  | 5  | 5  | 6  | 6  |   |
| SM Murtoense      | 5              | 2 | 2 | 3 | 3 | 5 | 4 | 2 | 3 | 3  | 4  | 4  | 4  | 3  | 3  | 4  | 4  | 4  | 4  | 4  |   |
| Escola Molelinhos | 6              | 6 | 4 | 4 | 6 | 6 | 6 | 6 | 6 | 6  | 6  | 6  | 6  | 6  | 6  | 6  | 6  | 6  | 5  | 5  |   |
| Beira Mar Almada  | 4              | 3 | 3 | 2 | 2 | 2 | 2 | 3 | 4 | 5  | 3  | 3  | 3  | 4  | 4  | 3  | 3  | 3  | 3  | 3  |   |

## Bilan de la saison
| Championnat du Portugal féminin de football 2008-2009 |                                |
| Champion                                              | SU 1º Dezembro (9e titre)      |
| Dauphin                                               | Boavista FC                    |
| Coupes et trophées                                    |                                |
| Vainqueur de la Coupe du Portugal 2008-2009           | Escola Molelinhos              |
| Coupe féminine de l'UEFA 2009-2010                    | SU 1º Dezembro                 |
| Promotions et relégations                             |                                |
| Promus en Campeonato Nacional                         | Leixões Sport Club             |
| Promus en Campeonato Nacional                         | Casa do Povo de Martim         |
| Promus en Campeonato Nacional                         | União Recreativa Cadima        |
| Promus en Campeonato Nacional                         | União Desportiva Ponte Frielas |
| Promus en Campeonato Nacional                         | Clube de Albergaria            |
| Promus en Campeonato Nacional                         | União Desportiva Oliveirense   |
| Relégués en II Divisão Nacional                       | Aucuns                         |